# European System Providing Refueling, Infrastructure and Telecommunications
Pour le programme de l'Union Européenne, voir European Strategic Program on Research in Information Technology.
Pour les articles homonymes, voir Esprit (homonymie).
Module de la station spatiale Lunar Gateway
European System Providing Refueling, Infrastructure and Telecommunications, plus généralement désigné par son acronyme ESPRIT est un ensemble de deux modules (HLCS pour les télécommunications et ERM pour le stockage d'ergols) de la station spatiale lunaire  Lunar Gateway qui doit servir de base pour les missions avec équipage à la surface de la Lune du programme Artemis de la NASA. 

## Description
Le module HLCS (Halo Lunar Communication System), solidaire du module HALO et lancé avec celui-ci en 2024,  fournit des équipements de télécommunications. Le module ERM (ESPRIT Refueling Module), lancé en 2029 et qui sera amarré d'une part au module HALO d'autre part aux futurs modules logistiques transportant les consommables, permettra de stocker les ergols à destination du module PPE et comportera un petit corridor comportant des fenêtres d'observation. ESPRIT est une contribution de l'Agence spatiale européenne et doit être construit par Thales Alenia Space France pour un montant de  327 millions €

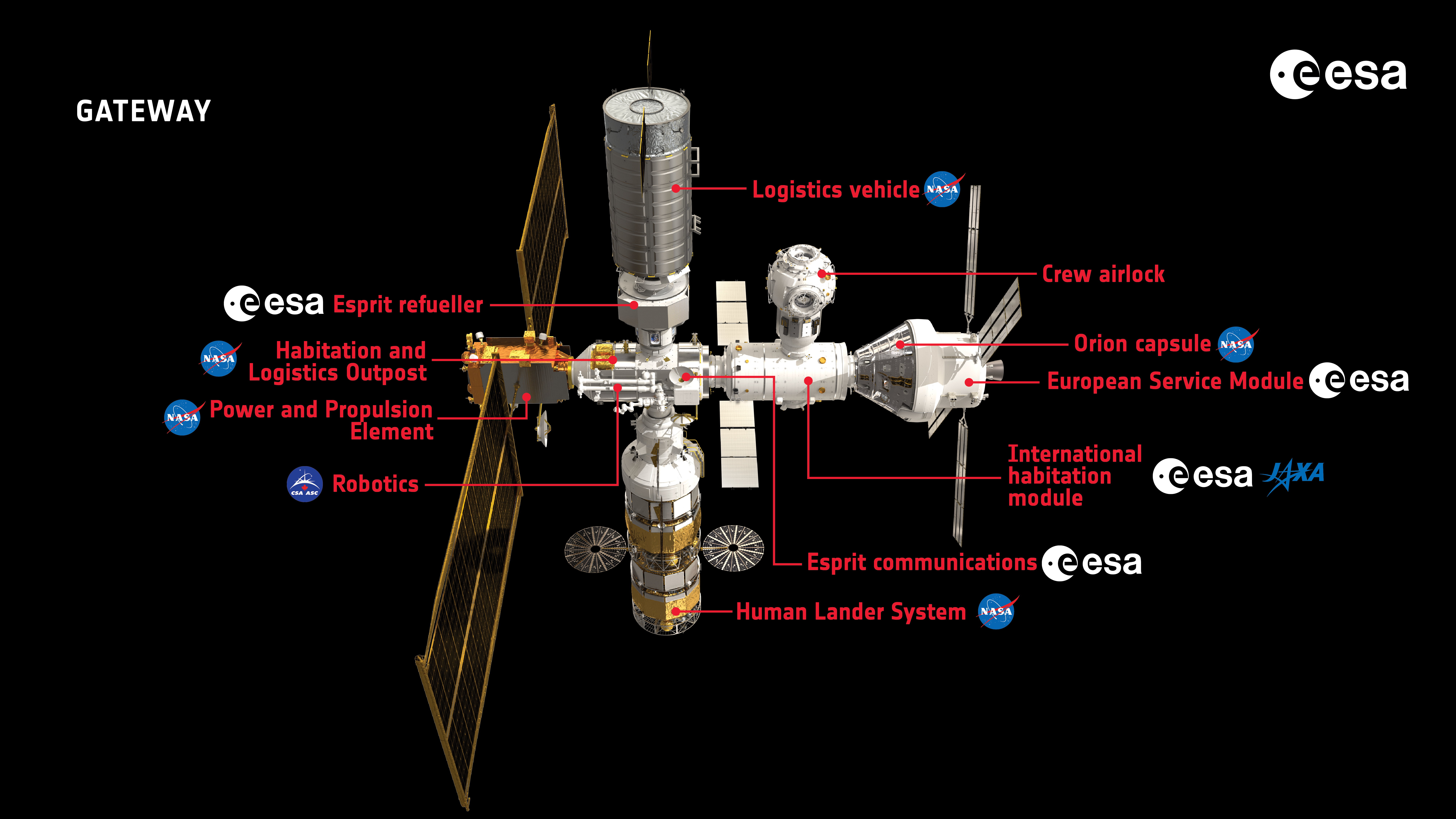
La station spatiale lunaire avec l'ensemble des modules envisagés : PPE, HALO, ESPRIT, iHAB, module sas et bras robotique Canadarm 3. Dans ce schéma trois vaisseaux sont amarrés à la station : le vaisseau Orion qui assure le transfert de l'équipage entre la Terre et la Lune, le vaisseau HLS (représentation très approximative) qui doit déposer l'équipage à la surface de la Lune et un cargo spatial chargé du ravitaillement de la station spatiale.